# Titulus

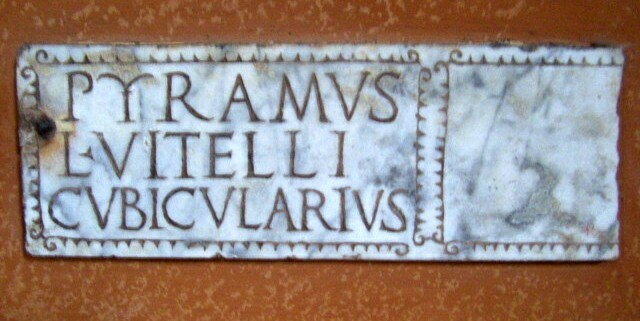
Titulus de Pyramus, le cubicularius de Lucius Vitellius l'ancien. Inscription trouvée à Rome, réf. =.

Un titulus (mot latin) est une inscription apposée sur tout type de support durant l'Antiquité et le Moyen Âge.

## Letitulusde la cérémonie du triomphe

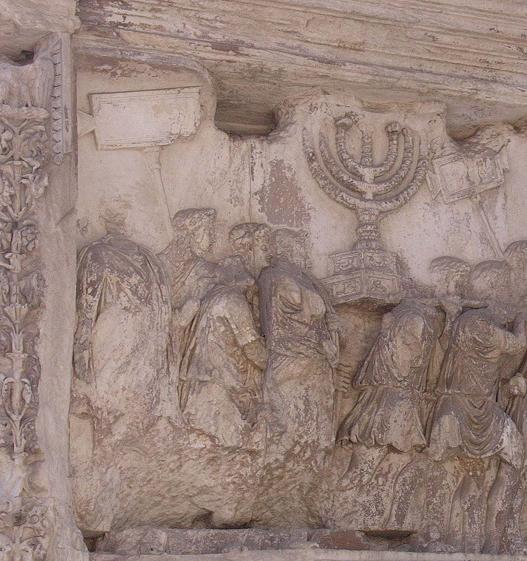
La photo représente une partie de l'arc de triomphe de l'empereur Titus, sur le Forum Romain, érigé en l'honneur de sa victoire en Judée en 70 ap. J.-C.. Des légionnaires sont représentés en train de porter chacun un titulus ; au milieu le chandelier juif à 7 branches ou ménorah.

Le titulus est le cartel ou l'affiche accrochée au bout d'un long bâton porté par les légions romaines lors de la cérémonie du triomphe pour indiquer à la foule, le nom des légions, le nombre de prisonniers, la quantité du butin, les noms des villes et des pays soumis. Les renseignements y étaient écrits en gros caractères.

## Letitulusdes condamnés
Le titulus était aussi un petit écriteau qui énonçait le crime de la victime durant l'Antiquité. Fixé habituellement sur un bâton, il était porté à l'avant du cortège du futur supplicié en sortant de la prison ou suspendu à son cou. Aucun texte antique, à l'exception des Évangiles, ne mentionne la pratique du titulus cloué sur la croix ou sur le poteau de supplice, au-dessus de la tête.

### Jésus et le titulus
Les Évangiles suggèrent que la croix de Jésus était une crux immissa puisqu'ils mentionnent qu'un écriteau était placé au-dessus de la tête de Jésus, ce qui sous-entend que la poutre verticale dépassait le patibulum horizontal pour que le titulus puisse être fixé dessus.

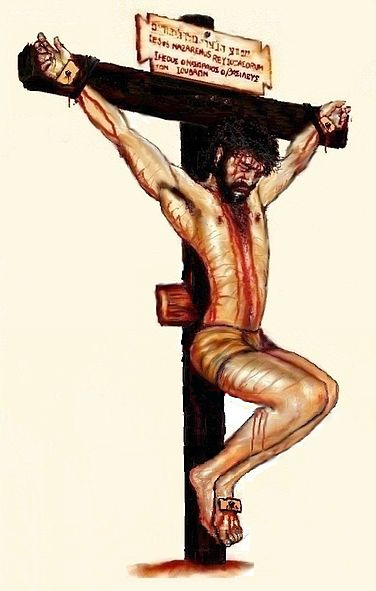
Crux immissa.

Certains critiques et commentateurs estiment que la croix de Jésus aurait été en forme de tau et que c'est par erreur que la tradition chrétienne aurait retenu une crux immissa. Pour eux, cette mention du titulus serait à l'origine de l'erreur de représentation de la Croix du Christ. L'Église aurait privilégié à partir du Ve siècle la forme caractéristique de la croix latine alors qu'en réalité le Christ aurait probablement été crucifié sur une croix en T, comme la majorité des crucifiements romains. Toutefois, peu d'historiens référents se prononcent sur ce sujet. En effet, la sobriété et la symbolique du récit des évangiles sur la mise en croix, ainsi que la diversité des méthodes antiques de crucifixion (suspension avec des cordages et/ou cloutage des mains et des pieds) laissent place à beaucoup d'interprétations spéculatives.
Selon les trois Évangiles synoptiques, l'inscription était « Le roi des Juifs » ou « Jésus roi des Juifs ». Seul l'Évangile attribué à Jean indique que Ponce Pilate aurait fait mettre sur le titulus un texte en trois langues : hébreu, latin et grec :

« Jésus le Nazôréen, roi des Juifs »

La qualification de Jésus comme « Nazôréen » dans cette circonstance si importante pour ses partisans est pour les historiens une preuve que cette appellation péjorative donnée à Jésus par ses opposants juifs est désormais pleinement acceptée au moment de la rédaction de l'Évangile selon Jean dans les années 90-100, alors que dans l'Évangile selon Marc — le premier à avoir été écrit vers 70-75 — cette appellation est totalement absente, les rédacteurs n'utilisant que la seule expression de « Jésus le Nazarénien ».
Le texte en latin mentionné dans l'Évangile selon Jean qui se déduit du grec est Iesus Nazarenus Rex Iudaeorum, ce qui a donné naissance quelques siècles plus tard à l'acronyme INRI dans le contexte de l'Église latine dont le pôle central est l'église de Rome. Par la suite, les représentations chrétiennes ont transformé le texte en se limitant aux initiales I.N.R.I, (en latin I et J sont la même lettre).
Les grands prêtres demandèrent au Préfet romain de remplacer par "cet homme a dit « je suis le roi des Juifs »". Pilate répondit : « ce que j'ai écrit, je l'ai écrit » (Évangile attribué à Jean chapitre 19, verset 22).

## Letituluscommercial

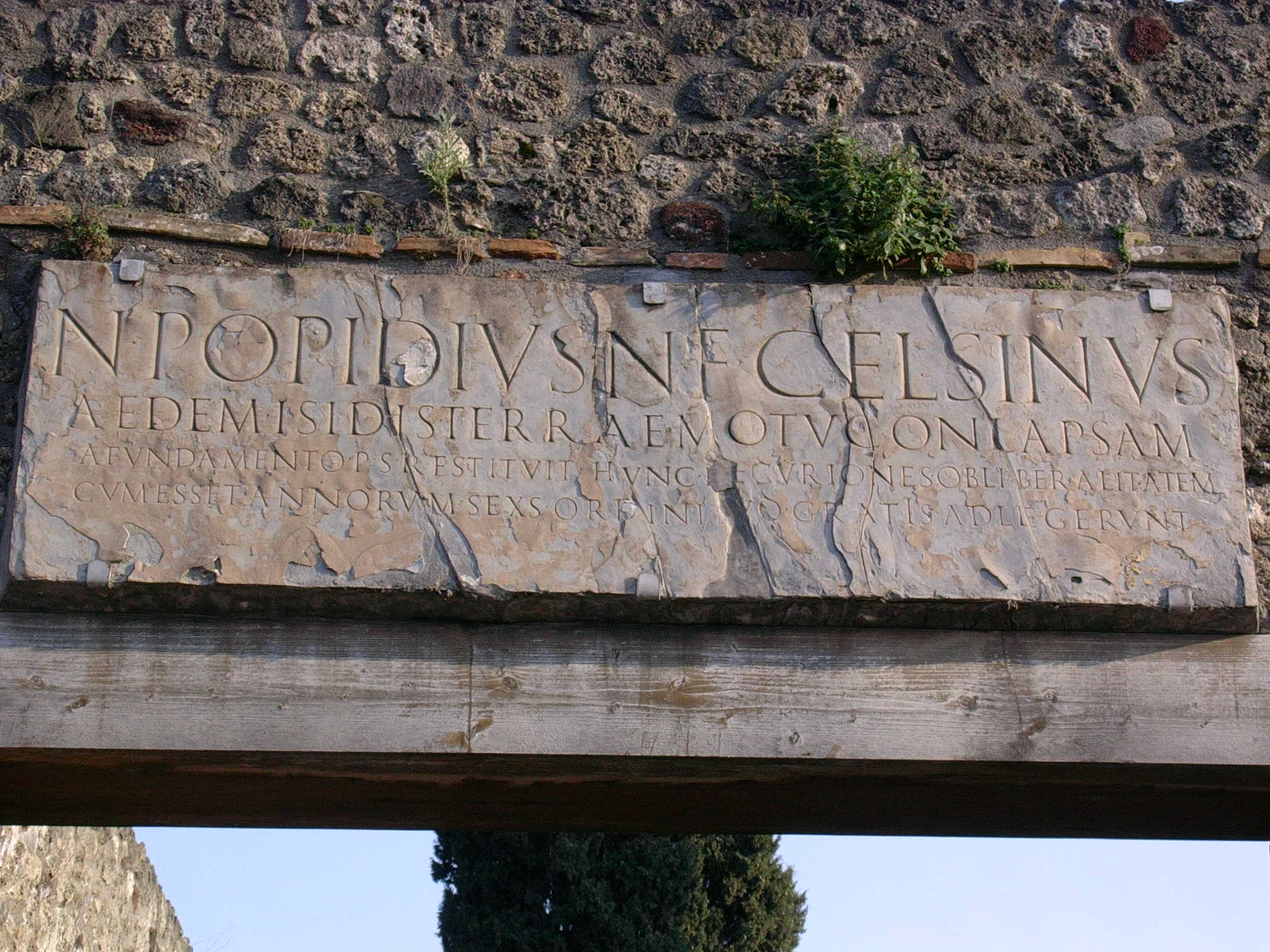
Titulus apposé sur la façade d'une maison romaine, Pompéi, mars 2005.

Le titulus est aussi une inscription à caractère commercial (on spécifie par exemple l'origine du produit, le destinataire, le contenu, etc.). Il peut être réalisé sur un objet (des amphores par exemple) et sont fréquents sur les récipients de l'époque romaine.
De même on retrouvait cette pratique sur les maisons. Le titulus pouvait être aussi, durant l'antiquité, une affiche ou un écriteau que l'on accrochait à une maison pour indiquer qu'elle était à louer ou à vendre ; d'où l'expression mittere Lares sub titulum, ce qui signifie « afficher qu'une maison est en vente » (mot à mot : « mettre les dieux domestiques Lares sous un écriteau »).
Il indiquait les informations suivantes : le prix ou les détails de l'affaire concernant la location. La formule se composait de ces deux mots : EST LOCANDA et est toujours en usage à Rome à l'heure actuelle.

## Titulichrétiens à Rome
Dans la ville de Rome, titulus désigne le nom donné à un bâtiment privé transformé en lieux de culte paléochrétien - également appelés ecclesiae domus - d'après le nom du propriétaire du lot ou de l'immeuble assigné à cet usage, nom qui sera progressivement remplacé par des noms de saints ou d'évêques romains. Ces lieux de cultes domestiques apparaissent déjà à partir du IIIe siècle, puis plus nettement associés à la fin des persécutions, aux premières églises et basiliques chrétiennes. Les actes du synode romain de 499 mentionnent 25 tituli correspondant à des districts de Rome, établissant ainsi un découpage administratif de l'Église romaine. Le mot titre est encore utilisé dans la dénomination de certains cardinaux romains.
La liste des vingt-cinq tituli a été établie par Louis Duchesne à partir des actes de deux synodes romains : celui du 1er mars 499, sous le pontificat de Symmaque, et celui du 5 juillet 595, sous le pontificat de Grégoire.
| Titulus              | Église titulaire                     | Titre cardinalice                          | Regio |
| -------------------- | ------------------------------------ | ------------------------------------------ | ----- |
| Crescentianae        | San Sisto Vecchio                    | San Sisto                                  | I     |
| Byzanti ou Pammachii | Santi Giovanni e Paolo               | Saint-Jean-Saint-Paul                      | II    |
| Aemilianae           | (?) Quatre-Saints-Couronnés          | Quatre-Saints-Couronnés                    | II    |
| Clementis            | Saint-Clément-du-Latran              | Saint-Clément                              | III   |
| Apostolorum          | Saints-Apôtres                       | Saints-Apôtres                             | III   |
| Equitii ou Sylvestri | San Martino ai Monti                 | Santi Silvestro e Martino ai Monti         | III   |
| Praxedis             | Santa Prassede                       | Sainte-Praxède                             | IV    |
| Eusebii              | Sant'Eusebio                         | Saint-Eusèbe                               | V     |
| Prudentis            | Santa Pudenziana                     | Santa Pudenziana                           | V     |
| Vestinae             | San Vitale                           | Santi Vitale, Valeria, Gervasio e Protasio | VI    |
| Gai                  | (?)                                  | (?)                                        | VI    |
| Cyriaci              | (?)                                  | (?)                                        | VI    |
| Marcelli             | San Marcello al Corso                | (?)                                        | VII   |
| Lucinae              | San Lorenzo in Lucina                | San Lorenzo in Lucina                      | IX    |
| Damasi               | San Lorenzo in Damaso                | San Lorenzo in Damaso                      | IX    |
| Marci                | San Marco Evangelista al Campidoglio | San Marco                                  | IX    |
| Anastasiae           | Sant'Anastasia al Palatino           | Sainte-Anastasie                           | XI    |
| Fasciolae            | (?) Santi Nereo e Achilleo           | Santi Nereo e Achilleo                     | XII   |
| Sabinae              | Sainte-Sabine                        | Sainte-Sabine                              | XIII  |
| Priscae              | Santa Prisca                         | Santa Prisca                               | XIII  |
| Iulii ou Calisti     | Sainte-Marie-du-Trastevere           | Sainte-Marie-du-Trastevere                 | XIV   |
| Caeciliae            | Sainte-Cécile-du-Trastevere          | Sainte-Cécile-du-Trastevere                | XIV   |
| Chrysogoni           | San Crisogono                        | Saint-Chrysogone                           | XIV   |
| Matthaei             | San Matteo in Merulana               | San Matteo in Merulana                     | (?)   |
| Nicomedis            | (?)                                  | (?)                                        | (?)   |

## Autres définitions
De façon générale, il s'agit aussi d'une épigraphe où tout autre type d'inscription sur des monuments, des bâtiments, des vases, objets divers...